# Rammkreuzer

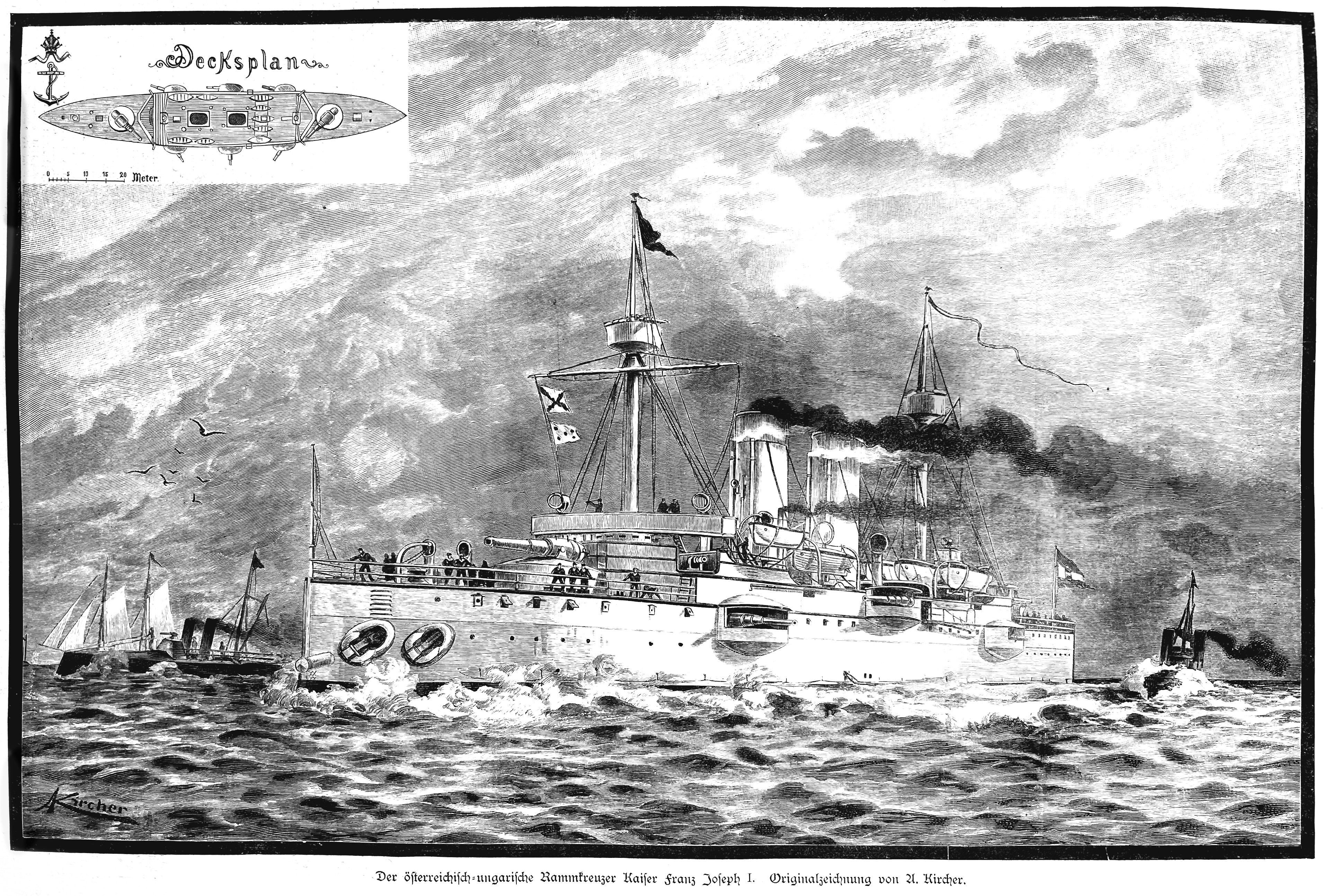
Der österreichisch-ungarische Rammkreuzer Kaiser Franz Joseph I. (Zeichnung von A. Kircher um 1890)

Als Rammkreuzer wurde ein Militärschiffstyp bezeichnet. Sie entstanden nach 1866 bei verschiedenen Kriegsflotten. Die Rammkreuzer trugen neben schwerer Artillerie als Hauptbewaffnung noch einen Rammbug.
In der Seeschlacht von Lissa am 20. Juli 1866 entschied die Österreichische Marine durch Rammstöße gegen italienische Schiffe die Schlacht für sich. Im Ergebnis dieser Schlacht kehrten die Kriegsmarinen wieder zur antiken Rammstoß-Taktik zurück. Neben den Rammkreuzern entstanden noch Rammtorpedoboote, Rammmonitore und Widderschiffe.
Die großen Marinen gingen ziemlich schnell wieder von der Rammtaktik ab. Lediglich wirtschaftlich schwache Staaten führten diese Schiffe als Alternative zu den relativ teuren Panzerschiffen bis etwa 1890 weiter in ihren Flotten. Nach 1890 wurden die Rammkreuzer jedoch nur noch als reine Artillerieträger klassifiziert (Geschützte Kreuzer 1. und 2. Klasse) und später außer Dienst gestellt.
Ein Beispiel für den Schiffstyp Rammkreuzer ist die Esmeralda, Chile, 1882.